# Nicola Tempesta
Nicola Tempesta (* 28. Juni 1935 in Neapel; † 20. Februar 2021 ebenda) war ein italienischer Judoka.

## Karriere
Nicola Tempesta begann im Alter von 15 Jahren beim Partenope Sport Club im Rom mit dem Judo. Zwischen 1960 und 1965 wurde er mit Ausnahme von 1963 Italienischer Meister. 1957 wurde er Europameister im Schwergewicht und 1961 gewann er Gold in der Klasse „4. Dan“ gegen Theodor Guldemont, dem er 1960 noch im „3. Dan“ unterlegen war. Außerdem wurde Tempesta 1960 im Schwergewicht und in der Offenen Klasse Vize-Europameister, wobei er beide Finalkämpfen gegen Anton Geesink verlor. Bei den Europameisterschaften 1963 verlor er im Finalkampf der Offenen Klasse gegen Karl Nitz aus der DDR.
Neben Bruno Carmeni war Tempesta einer von zwei italienischen Judoka bei der olympischen Premiere dieser Sportart in Tokio 1964. Tempesta trat im Schwergewicht an, schied jedoch nach einem Sieg und einer Niederlage bereits vorzeitig aus dem Wettkampf aus.
Ab 1968 war Tempesta als IJF-Kampfrichter international aktiv. Ein Jahr später wurde er zudem Sportdirektor der Nationalmannschaft, für die er am 25. Mai 1970 beim Länderkampf gegen die Tschechoslowakei seinen letzten Kampf bestritt.
Tempesta war verheiratet, hatte vier Kinder und starb im Februar 2021, nachdem er jahrelang gesundheitliche Probleme hatte.